# Андаманські і Нікобарські острови
Андаманські і Нікобарські острови (гінді अंडमान और निकोबार द्वीप, англ. Andaman and Nicobar Islands) — дві групи островів в Бенгальській затоці між Індією і Бірмою, що утворюють союзну територію в складі Індії. Столиця — Порт-Блер.

## Географія
Архіпелаг географічно поділяється на дві частини протокою Десятого градуса: північну — Андаманські острови і південну — Нікобарські острови.
Андаманські острови мають загальну площу понад 6 400 км² і складаються з 204 островів різної величини. Найбільшими серед них є Південний Андаман, Північний Андаман і Середній Андаман. Острови омиваються зі сходу Андаманським морем, а із заходу — водами Бенгальської затоки.
Нікобарські острови із загальною площею понад 1 800 км² складаються із 22 островів різної величини, серед яких найбільшими є Великий Нікобар, Малий Нікобар, Кар-Нікобар, Нанкаурі, Чаура, Катчал і Тересса. Ця група островів розташована південніше Андаманських і так само омиваються водами Андаманського моря і Бенгальської затоки зі сходу і заходу відповідно.

## Клімат
Мусонний клімат. Найтепліший місяць — квітень з середньою температурою 28,6 °C. Найхолодніший місяць — січень, з середньою температурою 26,3 °С.
| Клімат Порт-Блера       | Клімат Порт-Блера | Клімат Порт-Блера | Клімат Порт-Блера | Клімат Порт-Блера | Клімат Порт-Блера | Клімат Порт-Блера | Клімат Порт-Блера | Клімат Порт-Блера | Клімат Порт-Блера | Клімат Порт-Блера | Клімат Порт-Блера | Клімат Порт-Блера | Клімат Порт-Блера |
| Показник                | Січ.              | Лют.              | Бер.              | Квіт.             | Трав.             | Черв.             | Лип.              | Серп.             | Вер.              | Жовт.             | Лист.             | Груд.             | Рік               |
| Абсолютний максимум, °C | 38                | 37                | 39                | 38                | 38                | 37                | 33                | 36                | 32                | 32                | 37                | 36                | 39                |
| Середній максимум, °C   | 29,4              | 30,2              | 31,5              | 32,5              | 31,1              | 29,6              | 29,2              | 29,1              | 29,1              | 29,6              | 29,7              | 29,4              | 30                |
| Середня температура, °C | 26,3              | 26,4              | 27,4              | 28,6              | 27,9              | 27                | 26,8              | 26,7              | 26,4              | 26,7              | 26,8              | 26,5              | 27                |
| Середній мінімум, °C    | 23,1              | 22,5              | 23,2              | 24,7              | 24,7              | 24,4              | 24,3              | 24,2              | 23,7              | 23,7              | 23,9              | 23,6              | 23,8              |
| Абсолютний мінімум, °C  | 17                | 16                | 19                | 18                | 18                | 21                | 20                | 16                | 18                | 21                | 15                | 16                | 15                |
| Норма опадів, мм        | 40                | 20                | 10                | 60                | 360               | 480               | 400               | 400               | 460               | 290               | 220               | 150               | 2930              |
| ----------------------- | ----------------- | ----------------- | ----------------- | ----------------- | ----------------- | ----------------- | ----------------- | ----------------- | ----------------- | ----------------- | ----------------- | ----------------- | ----------------- |
| Джерело: Weatherbase    |                   |                   |                   |                   |                   |                   |                   |                   |                   |                   |                   |                   |                   |

## Історія
Поселення на островах Бенгальської затоки існували протягом декількох тисячоліть.
Перша англійська колонія тут була створена в кінці XVIII століття, вона проіснувала з 1789 по 1796 р. На постійній основі територія була колонізована в 1858 р. За часів британського володарювання острови використовувалися як місце заслання і в'язниці для індійських повстанців.
В ході Другої світової війни острови були тимчасово захоплені Японією. Після війни вони потрапили під контроль Індії і в 1950 р. отримали статус союзної території.

## Економіка
Економіка заснована на рибній ловлі, переробці деревини, каучуку, фруктів і рису.

## Демографія
Андаманські і Нікобарські острови є унікальними за своїм етнічним і генетичним складом. Аборигени Андаманських островів раніше говорили андаманськими мовами, які не відносяться до відомих мовних сімей, і майже всі вони до теперішнього часу зникли. Натомість аборигени Нікобарських островів і досі становлять більшість населення архіпелагу. Вони говорять нікобарськими мовами австроазійської сім'ї, а незначна їх частина ізольованими шомпенськими мовами.

## Флора і фауна
Тропічні ліси займають понад 93 % території островів архіпелагу. У них росте понад 3000 видів деревних рослин і трав, Серед них понад 150 видів папоротей, понад 100 видів орхідей, пальми і тропічні фруктові дерева. Понад 80 видів є ендемічними (докладніще див. Ендемічна флора Андаманських і Нікобарських островів).
У прибережних коралових рифах мешкає безліч різноманітних риб і морських змій.
Фауна тропічних лісів островів налічує лише ссавців понад 200 видів (докладніще див. Список ссавців Андаманських і Нікобарських островів), найбільшими з яких є слони. У прибережних районах деяких островів і на пляжах відкладають яйця величезні морські черепахи, які є унікальними для даного регіону.
На островах розташовано 9 парків, які мають статус національних, і більше 90 резерватів, в яких флора і фауна охороняються законами Індії.